# Zavîdce, Radehiv
Zavîdce (în ucraineană Завидче) este o comună în raionul Radehiv, regiunea Liov, Ucraina, formată numai din satul de reședință.

## Demografie
Componența lingvistică a comunei Zavîdce
     Ucraineană (99,75%)
     Alte limbi (0,25%)
Conform recensământului din 2001, majoritatea populației comunei Zavîdce era vorbitoare de ucraineană (99,75%), existând în minoritate și vorbitori de alte limbi.